# Anna Rita Sparaciari
Anna Rita Sparaciari (ur. 3 marca 1959 w Ankonie) – włoska florecistka, trzykrotna medalistka mistrzostw świata.
Podczas mistrzostw świata w Rzymie w 1982 roku Włoszki w składzie: Dorina Vaccaroni, Carola Cicconetti, Anna Rita Sparaciari, Clara Mochi i Margherita Zalaffi zdobyły złoty medal we florecie drużynowym. Na rozgrywanych rok później mistrzostwach świata w Wiedniu zdobyła kolejny drużynowy złoty medal. Ponadto na mistrzostwach świata w Barcelonie w 1985 roku zdobyła brązowy medal w turnieju indywidualnym. Wyprzedziły ją jedynie reprezentantki RFN: Cornelia Hanisch i Sabine Bischoff.
Wystartowała na igrzyskach olimpijskich w Moskwie w 1980 roku, gdzie była dziewiętnasta w turnieju indywidualnym oraz piąta w zawodach drużynowych. Były to jej jedyne starty olimpijskie.
Zdobyła złoty medal w florecie na mistrzostwach Europy w Foggii w 1981. 